# 博德明怪兽
博德明怪兽（英语：Beast of Bodmin，康沃尔语：Best Goon Brenn）是指出没于英国的神秘猫科生物。通常被描述为3~5英尺（0.9米~1.5米）长的黑色大猫。

## 目击
- 1983年，出现第一例博德明怪兽报告。[2]
- 2004年，赫尔曼·韦尔奇（Herman Welch）在普利茅斯目击博德明怪兽。[3]
- 2012年，约翰·罗伯逊（John Robertson）在康沃尔发现一具身份不明的猫科动物尸体。[4]
- 2014年7月，亨利·沃伦（Henry Warren）在康沃尔拍摄到一只身份不明的动物，报导称这可能是博德明怪兽或宠物狗，[5]而当地一位专家则认为可能是狐狸。[6]